# Brühwurst (Würstchen)
Als Würstchen (auch Brühwürstchen) bezeichnet man in der Regel kleinere Brühwürste. Bei Rohwürstchen sind Gewichte bis 250 Gramm üblich.

## Deutschland
In Deutschland werden bei der Herstellung von Wurstsorten meist Standardrezepte verwendet. Beispiele dafür sind:
- Augsburger, auch Augsburger Knackwurst
- Bockwurst, Variante Berliner Bockwurst mit Knoblauch
- Bouillonwürstchen, auch Saftwürstchen
- Brühpolnische
- Cabanossi, Variante Bauernwürstchen ohne Rosenpaprika
- Cocktailwürstchen, auch Saucischen
- Debreziner Würstchen
- Feuerteufel
- Frankfurter Rindswurst, auch Rindswurst, Rote und Rote Wurst
- Frankfurter Würstchen
- Geselchte
- Grafschafter Würstchen (Grafschaft Glatz)
- Halberstädter Würstchen
- Knacker einfach, auch Klöpfer, Schüblinge und Servala mit dem Zusatz "einfach"
- Knobländer, auch Knoblinchen
- Krakauer Würstchen
- Lungenwurst
- Münchner Weißwurst
- Paprikawürstchen
- Peitschenstecken
- Pfälzer Bauernseufzer
- Regensburger Würstchen, auch Regensburger Knacker
- Rote (Wurst), auch Stuttgarter Knackwürstchen und Rote Wurst
- Stockwurst
- Wiener Würstchen, auch Halberstädter Würstchen, Saitenwürstchen, Stuttgarter Saiten, Böhmische Krellwürstchen bzw. Krenwürstchen
- Würstchen, auch Fleischwürstchen, Knackerwürstchen, Frankfurter Knackwürstchen, Hamburger Knackwurst, Servela, Klöpfer, Schüblinge